# 上海市人民代表大會常務委員會
上海市人民代表大会常务委员会，简称上海市人大常委会是上海市人民代表大会的常设机构。上海市人大常委会于上海市人大全体会议闭会期间代为行使上海市人大的权力。同级类似机构为上海市政协，为咨询机关。

## 工作

### 市人大常委会立法程序
常委会立法程序分为四个阶段，分别是提案、审议、表决和公布。
依据《上海市制定地方性法规条例》第一章，重要的提案须再交由市人大表决通过。
依据《上海市制定地方性法规条例》第三章，地方性法规案提案人主体为主任会议、市人民政府、市人大各专门委员会及常委会的组成人员五人以上联名向常委会提出法规案。
由主任会议决定交由常委会会议讨论或先由相关市人大专门委员会审议修改在交由常委会讨论，常委会审议的提案需有相关专门委员会的进一步逐条审议报告。市人大法制工作委员会根据常委会组成人员和相关专门委员会的审议意见再次对提案进行综合审议，向主任会议提出审议报告和提案表决稿。
由主任会议决定交由常委会全体会议上表决，表决案须有常委会组成人员半数赞成方可通过。最后由上海市人大常委会发布公告并在媒体《解放日报》、《上海法制报》上公布。
提请常委会会议上审议的提案，须在会议前三十天送达，需在七天前发给常委会组成人员。
专门委员会和常委会审议前，专门委员会委员和常委会组成人员听取公众意见、立法听证(包括座谈会、论证会和听证会等多种形式)及立法调研工作，也在网路上发布地方性法规案草案的调查问卷。法制工作委员会可以向有关机关、社会团体及相关方面的专家征求意见。
未能在常委会全体会议上表决通过的可以于六个月后再次提出。

### 市级其他机关专项质询程序
依据《关于贯彻实施监督法(《中华人民共和国各级人民代表大会常务委员会监督法》)的若干意见》法规进行工作。

### 职责
- 在本行政区域内，保证宪法、法律、行政法规和上级人民代表大会及其常务委员会决议的遵守和执行；

- 在本级人民代表大会闭会期间，根据本行政区域的具体情况的实际需要，在不同宪法、法律、行政法规相抵触的前提下，可以制定和颁布地方性法规,报全国人民代表大会常务委员会和国务院备案；

- 领导或者主持本级人民代表大会代表的选举；

- 召集本级人民代表大会会议；

- 讨论、决定本行政区域的政治、经济、教育、科学、文化、卫生、环境和资源保护、民政、民族工作的重大事项；

- 根据本级人民政府的建议，决定对本行政区域内的国民经济和社会发展计划、预算的部分变更；审查和批准本级政府决算；

- 监督本级人民政府、人民法院和人民检察院的工作，联系本级人民代表大会代表，受理人民群众对上述机关和国家工作人员的申诉和意见；

- 撤销下一级人民代表大会及其常务委员会的不适当的决议；

- 撤销本级人民政府的不适当的决定和命令；

- 在本级人民代表大会闭会期间，决定副市长的个别任免；在市长和市高级人民法院院长、市人民检察院检察长因故不能担任职务的时候，从本级人民政府、人民法院、人民检察院副职领导成员中决定代理的人选；决定代理检察长，须报上一级人民检察院和人民代表大会常务委员会备案；

- 根据市长的提名，决定本级人民政府秘书长、委员会主任、局长的任免,报上一级人民政府备案；

- 按照人民法院组织法和人民检察院组织法的规定,任免市高级人民法院副院长、庭长、副庭长、审判委员会委员、审判员，任免市人民检察院副检察长、检察委员会委员、检察员；批准任免下一级人民检察院检察长；根据常务委员会主任会议的提名，决定市第一、第二中级人民法院院长的任免；根据市人民检察院检察长的提名，决定市人民检察院第一、第二分院检察长的任免；任免市第一、第二中级人民法院副院长、庭长、副庭长、审判委员会委员、审判员；任免市人民检察院第一、第二分院副检察长、检察委员会委员、检察员；

- 在本级人民代表大会闭会期间，决定撤销个别副市长的职务；决定撤销由它任命的本级人民政府其他组成人员和人民法院副院长、庭长、副庭长、审判委员会委员、审判员，人民检察院副检察长、检察委员会委员、检察员、中级人民法院院长、人民检察院分院检察长的职务；

- 在本级人民代表大会闭会期间，补选上一级人民代表大会出缺的代表和罢免个别代表；

- 决定授予地方的荣誉称号。

### 与市人大专门委员会的关系
上海市人大下属各专门委员会依《中华人民共和国地方各级人民代表大会和地方各级人民政府组织法》内相关规定组织设立，大会闭会期间，在工作上受本级人民代表大会常务委员会领导。

## 机构设置

### 办公场所
上海市人民代表大会常务委员会的牌子挂在位于上海人民广场的人民大厦。
1949年至1955年市人大常委会办公地点：上海公共租界工部局大楼；1955年至1995年常委会办公地点：上海外滩滙豐銀行大樓，与上海市人民政府、上海市政协合署办公。

## 历届组成人员
上海市人大常委会由其主任、副主任、委员、秘书长组成。

### 市人大常委会主任
| 届 次          | 姓 名  | 籍 贯    | 任职时间                     | 備 註              |
| -------------- | ------ | -------- | ---------------------------- | ------------------ |
| 第七届         | 苏振华 | 湖南平江 | 1977年12月－1979年1月        | 1979年1月调离      |
| 第七届         | 彭冲   | 福建漳州 | 1979年1月－1979年12月28日    | 1979年12月28日调离 |
| 第七届         | 严佑民 | 陕西澄城 | 1979年12月29日－1981年1月    | 2001年7月1日逝世   |
| 第七届         | 胡立教 | 江西吉安 | 1981年4月16日－1988年4月30日 | 2006年7月3日逝世   |
| 第八届         | 胡立教 | 江西吉安 | 1981年4月16日－1988年4月30日 | 2006年7月3日逝世   |
| 第九、十届     | 叶公琦 | 江苏吴县 | 1988年4月30日－1998年2月     |                    |
| 第十一届       | 陈铁迪 | 湖南長沙 | 1998年2月－2003年3月         |                    |
| 第十二届       | 龚学平 | 江苏南京 | 2003年2月20日－2008年1月30日 |                    |
| 第十三届       | 刘云耕 | 浙江舟山 | 2008年1月30日－2013年2月1日  |                    |
| 第十四、十五届 | 殷一璀 | 浙江苍南 | 2013年2月1日－2020年1月18日  |                    |
| 第十五届       | 蒋卓庆 | 浙江慈溪 | 2020年1月20日－2023年1月15日 |                    |
| 第十六届       | 董云虎 | 浙江仙居 | 2023年1月15日－2023年7月31日 |                    |
| 第十六届       | 黄莉新 | 江苏宿迁 | 2023年12月29日－             |                    |

### 市人大常委会副主任
排序不分先后
| 姓 名  | 任职时间                      | 備 註 | 姓 名  | 任职时间                      | 備 註 | 姓 名  | 任职时间                      | 備 註 |
| ------ | ----------------------------- | ----- | ------ | ----------------------------- | ----- | ------ | ----------------------------- | ----- |
| 钟民   | 1979年12月29日－1983年4月27日 |       | 张承宗 | 1979年12月29日－1983年4月27日 |       | 狄景襄 | 1979年12月29日－1985年7月28日 |       |
| 苏步青 | 1979年12月29日－1983年4月27日 |       | 王涛   | 1979年12月29日－1986年5月     |       | 梁国斌 | 1979年12月29日－1980年3月     |       |
| 刘靖基 | 1979年12月29日－1993年2月24日 |       | 吴若安 | 1979年12月29日－1988年4月30日 | (女)  | 周谷城 | 1979年12月29日－1983年4月27日 |       |
| 李培南 | 1979年12月29日－1985年7月28日 |       | 赵祖康 | 1983年4月27日－1993年2月24日  |       | 施平   | 1983年4月27日－1985年7月28日  |       |
| 陈沂   | 1983年4月27日－1985年7月28日  |       | 何以祥 | 1983年4月27日－1985年7月28日  |       | 谈家桢 | 1983年4月27日－1998年2月      |       |
| 刘念智 | 1983年4月27日－1993年2月24日  |       | 王鉴   | 1985年7月28日－1988年4月30日  |       | 裴先白 | 1985年7月28日－1988年4月30日  |       |
| 舒文   | 1985年7月28日－1988年4月30日  |       | 曹天钦 | 1985年7月28日－1988年4月30日  |       | 左英   | 1985年7月28日－1988年4月30日  | (女)  |
| 陈铁迪 | 1988年4月30日－1991年6月      | (女)  | 孙贵璋 | 1988年4月30日－1998年2月      |       | 叶叔华 | 1988年4月30日－1998年2月      | (女)  |
| 华联奎 | 1988年4月30日－1988年7月      |       | 李家镐 | 1988年4月30日－1993年2月24日  |       | 王崇基 | 1988年4月30日－1993年2月24日  |       |
| 胡传治 | 1990年4月30日－1996年2月      |       | 顾念祖 | 1993年2月24日－1996年2月      |       | 陈铭珊 | 1993年2月24日－1998年2月      |       |
| 胡正昌 | 1993年2月24日－1998年2月      |       | 吴肇光 | 1993年2月24日－1998年2月      |       | 沙麟   | 1996年2月－ 1998年2月         |       |
| 漆世贵 | 1996年2月－1998年2月          |       | 包信宝 | 1998年2月－2008年1月30日      |       | 厉无畏 | 1998年2月－2008年1月30日      |       |
| 任文燕 | 1998年2月－2008年1月30日      | (女)  | 龚学平 | 2002年5月－2003年2月20日      |       | 周慕尧 | 2003年2月20日－2008年1月30日  |       |
| 刘伦贤 | 2000年2月－2008年1月30日      |       | 张圣坤 | 2003年2月20日－2007年12月3日  |       | 朱晓明 | 2003年2月20日－2008年1月30日  |       |
| 陈豪   | 2003年2月20日－2008年1月30日  |       | 胡炜   | 2003年2月20日－2008年1月30日  |       | 王培生 | 2004年1月16日－2008年1月30日  |       |
| 刘云耕 | 2007年2月3日－2008年1月30日   |       | 周禹鹏 | 2007年2月3日－2013年2月1日    |       | 杨定华 | 2008年1月30日－2013年2月1日   | (女)  |
| 蔡达峰 | 2008年1月30日－2018年1月28日  |       | 郑惠强 | 2008年1月30日－2018年1月28日  |       | 钟燕群 | 2013年2月1日－2018年1月28日   | (女)  |
| 吴汉民 | 2013年2月1日－2018年1月28日   |       | 洪浩   | 2013年2月1日－2018年1月28日   |       | 薛潮   | 2013年2月1日－2018年1月28日   |       |
| 姚海同 | 2013年2月1日－2018年1月28日   |       | 姜斯宪 | 2014年1月23日－2018年1月28日  |       | 徐泽洲 | 2017年1月20日－2022年1月21日  |       |
| 沙海林 | 2017年1月20日－2021年1月26日  |       | 蔡威   | 2018年1月28日－2023年1月15日  |       | 高小玫 | 2018年1月28日－2023年1月15日  | (女)  |
| 肖贵玉 | 2018年1月28日－2023年1月15日  |       | 莫负春 | 2018年1月28日－2023年1月15日  |       | 陈靖   | 2021年1月27日－(現任)         |       |
| 郑钢淼 | 2022年1月23日－(現任)         |       | 周慧琳 | 2022年1月23日－(現任)         |       | 宗明   | 2023年1月15日－(現任)         | (女)  |
| 张全   | 2023年1月15日－(現任)         |       | 徐毅松 | 2023年1月15日－(現任)         |       |        |                               |       |

### 市人大常委会秘书长
- 陈靖（第十四、十五届，2017年1月－2019年9月）
- 赵卫星（第十五届，2020年1月－2023年1月）
- 谢坚钢（第十六届，2023年1月－）